# Bittersweet (canción de Fantasia)
«Bittersweet» —en castellano o español: «Agridulce»— es una canción de la cantante estadounidense Fantasia, perteneciente a su tercer álbum de estudio, Back to Me. Se publicó el 11 de mayo de 2010 como el primer sencillo del álbum.
El tema ganó un Grammy por mejor interpretación vocal de R&B femenina en los premios Grammy de 2011. «Bittersweet» también fue nominada como mejor canción R&B.

## Composición
«Bittersweet» es un tema R&B de bajo tempo que también deriva de la música soul.  De acuerdo con Margaret Wappler de The Los Angeles Times, su introducción está compuesta de notas «angustiadas» de piano y lamentos «estrecho invertidos». En cuanto a su letra, se observa al protagonista rememorando un pasado amor.

## Recepción

### Crítica
Margaret Wappler de The Los Angeles Times dijo que el mejor momento de Fantasía en Back to Me fue «Bittersweet», diciento que fue «inteligentemente escogida como el primer sencillo del álbum.» Mikael Wood de Entertainment Weekly recomendó a la canción para descargarla digitalmente, llamándola como un «lento embotellamiento en una escuela antigua.» Mariel Concepción de Billboard dijo que «su voz diferente es muy agradable cuando canta baladas con sentido.» Jonathan Keefe de Slant Magazine dio una crítica negativa a la canción diciendo que «escasamente tiene una línea melódica» y que «le permite a Fantasia lo que puede hacer con sus series patéticas cliché.»

### Comercial
«Bittersweet» entró en el puesto 7 en la lista estadounidense Billboard Hot R&B/Hip-Hop Songs y en el puesto 74 en la lista Billboard Hot 100. Vendió 90 000 copias en Estados Unidos.

## Video musical
El video musical para el sencillo se estrenó el 25 de junio de 2010 en Vevo. Fue dirigido por Lenny Bass y muestra al jugador profesional de fútbol americano Devin Thomas como el interés amoroso de la cantante.

## Interpretaciones en directo
Fantasia interpretó la pista en shows como American Idol, Lopez Tonight y Good Morning America. También interpretó «Bittersweet» en su primera gira mundial Back to Me Tour.

## Formatos
- Descarga digital[14]

1. «Bittersweet» – 4:02

## Lista de posicionamientos
| Lista (2010)               | Mejor posición | Fin de año |
| -------------------------- | -------------- | ---------- |
| Japan Hot 100              | 66             | —          |
| U.S. Billboard Hot 100     | 74             | —          |
| U.S. Hot R&B/Hip-Hop Songs | 7              | 22         |